# No Surprises
«No Surprises» es la décima canción del álbum OK Computer (1997) del grupo británico Radiohead y el tercer sencillo de dicho disco. La canción llegó al número 4 en el ranking del Reino Unido.

## Grabación
«No Surprises», uno de los temas menos agresivos del álbum, fue elaborada con guitarra eléctrica inspirada en la canción de The Beach Boys «Wouldn't It Be Nice», guitarra acústica, glockenspiel y armonías vocales. Con este tema, la banda se esforzó para reproducir la atmósfera musical de Marvin Gaye y la grabación de Louis Armstrong «What a Wonderful World». Sin embargo, se ha interpretado como la representación de un suicidio, de una vida insatisfecha, la insatisfacción con la sociedad contemporánea y el orden político.

## Video musical
En el vídeo musical del tema, la cabeza de Thom Yorke es sumergida en una burbuja de plástico que se llena de agua hasta que él queda completamente sumergido. En el documental Meeting People Is Easy se muestra que esta parte fue ralentizada en la versión final del vídeo para que Yorke no pasara tanto tiempo bajo el agua.

## Usos
Esta canción fue usada en la serie animada Daria en el episodio La Peste, como fragmento donde Daria sueña ir al cielo con la señora aparentemente difunta, hasta despertar en el momento donde le quitaban la admisión por ser intelectual (1998). También apareció en la película alemana Qué hacer en caso de incendio (Was tun, wenn's brennt?) (2001), que trata sobre seis amigos que en la época de los años 1980 formaban un grupo anarquista radical que fabricó una bomba que doce años más tarde estallaría por error. Los seis amigos intentan destruir todas las pruebas que los incriminan creando una nueva bomba. Durante esa operación, en la cual se usa un extintor, suena esta canción mientras llueve espuma de extintor y se reviven viejas escenas de batallas campales en el Berlín de esos años. «No Surprises» se usó también en la película hispano-francesa L'auberge espagnole (2002).
También fue usada como intro del primer capítulo de la sexta temporada de House (2009). Apareció también en el filme en el cual debutó como directora la actriz Drew Barrymore, Whip It (2009).

## Lista de canciones
- CD 1

1. «No Surprises»
2. «Palo Alto»
3. «How I Made My Millions»

- CD 2

1. «No Surprises»
2. «Airbag» (Live in Berlin)
3. «Lucky» (Live in Florence)

## Versión de Regina Spektor
La cantautora y pianista Regina Spektor grabó una versión de «No Surprises» en 2010 con el objetivo de brindar ayuda a los damnificados de los terremotos de  Haití y Chile ocurridos ese año. La canción se lanzó a modo de sencillo en la tienda virtual iTunes el 27 de abril de 2010, y todos los fondos provenientes de la descarga digital fueron luego donados a la organización Médicos Sin Fronteras. Radiohead también donó a la campaña. La versión alcanzó el puesto 84 en la lista Canadian Hot 100, alojada por Billboard, y se mantuvo una semana allí. En Rock Digital Songs, escaló hasta el 27, permaneciendo una semana.